# Conferência de Lausanne (1932)
A Conferência de Lausanne foi uma reunição de representantes da Grã Bretanha, Alemanha, Itália, Bélgica, Japão, e França em 1932 que resultou em um acordo para a suspensão do pagamento das reparações da Primeira Guerra Mundial impostas no Tratado de Versailles aos países derrotados. Foi sediada em Lausanne, na Suíça, de 16 de Junho até 9 de Julho de 1932.
Em Dezembro de 1932 o congresso Estado-Unidense rejeitou o plano de redução da dívida de guerra, o que tecnicamente significava que as reparações de guerra reverter-se-iam para as condições estabelecidas no plano Young de 1929. Entretanto o sistema havia colapsado, e a Alemanha não fez quaisquer pagamentos posteriores.